# Sulculeolaria chuni
Sulculeolaria chuni is een hydroïdpoliep uit de familie Diphyidae. De poliep komt uit het geslacht Sulculeolaria. Sulculeolaria chuni werd in 1908 voor het eerst wetenschappelijk beschreven door Lens & van Riemsdijk. 